# El Cedro, Tezonapa
El Cedro är en ort i Mexiko.   Den ligger i kommunen Tezonapa och delstaten Veracruz, i den sydöstra delen av landet, 270 km öster om huvudstaden Mexico City. El Cedro ligger 148 meter över havet och antalet invånare är 480.
Terrängen runt El Cedro är varierad. Runt El Cedro är det ganska tätbefolkat, med 116 invånare per kvadratkilometer. Närmaste större samhälle är Cosolapa, 11,3 km nordost om El Cedro. Omgivningarna runt El Cedro är en mosaik av jordbruksmark och naturlig växtlighet.